# Fontanelle temető
A Fontanelle temető egy csontkamra Nápolyban, a város Materdei negyedében. A városi folklór egyik figyelemreméltó fejezete. Még a spanyol uralom előtt a nápolyiak számára problémát jelentettek a temetkezési helyek. Már abban az időben áthelyezték a temetőket a falakon kívülre, sok nápolyi lakos azonban ragaszkodott ahhoz, hogy helyi templomukban temessék el őket. Ennek következtében a templomokban már elhelyezett maradványokat fokozatosan áthelyezték a Fontanelle temetőbe. Ugyancsak ide temették az 1656-os év pestisjárványának ezernyi áldozatát.
Andrea DeJorio feljegyzéseiből tudni, hogy 17. században az árvizek kimosták a sekélyen elásott maradványokat, melyek hátborzongató látványt keltettek a város utcáin szétszóródva. Az ismeretlen maradványokat visszahelyezték a temetőbe, amely ekkor vált a rászorulók végső nyughelyévé. Hivatalosan a francia uralom alatt nyilvánították temetővé. Az utolsó nagy tömegtemetés az 1837-es kolerajárvány idején volt.
1872-ben Gaetano Barbati apát kiásatta és katalogizálta, majd felszíni kriptákban helyezte el a maradványokat. Ennek következtében a városban kialakult az ismeretlen halottak iránti kultusz. Hívei azokat tisztelték, akiknek még temetésre sem jutott pénzük. A hívek gyakran látogatták a kriptákat, tisztogatták, sőt nevekkel is illették a koponyákat, virágot vittek. A Maria Santissima del Carmine templom a temető bejáratánál épült a 19. század végén neoklasszicista stílusban. A templom napjainkban is működik, de itt található a temető jegypénztára is. 
A kultusz hivatalosan 1969-ig tartott, amikor Ursi nápolyi bíboros kijelentette, hogy a halottkultusz fetisizmussá degradálódott, és bezáratta a temetőt. Nemrég felújították és ismét látogatható.

## Galéria

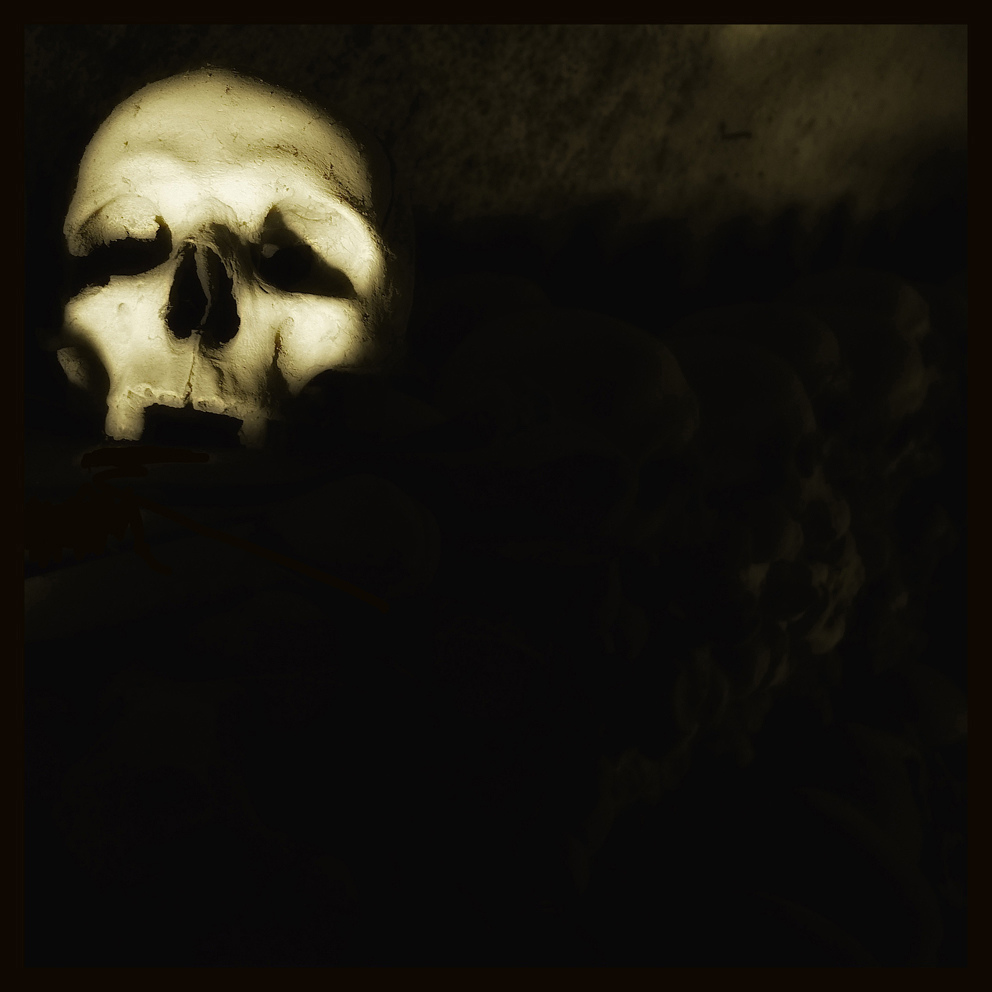
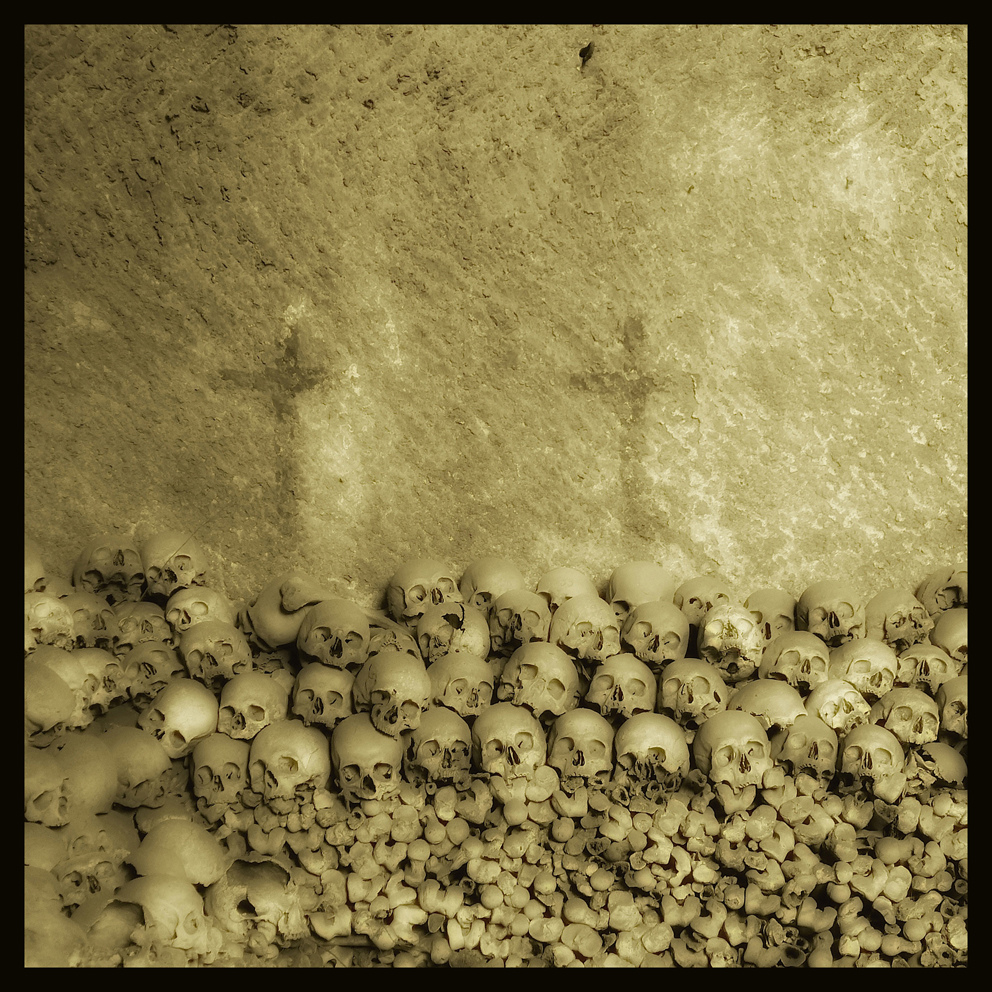
Augusto De Luca fotóművész
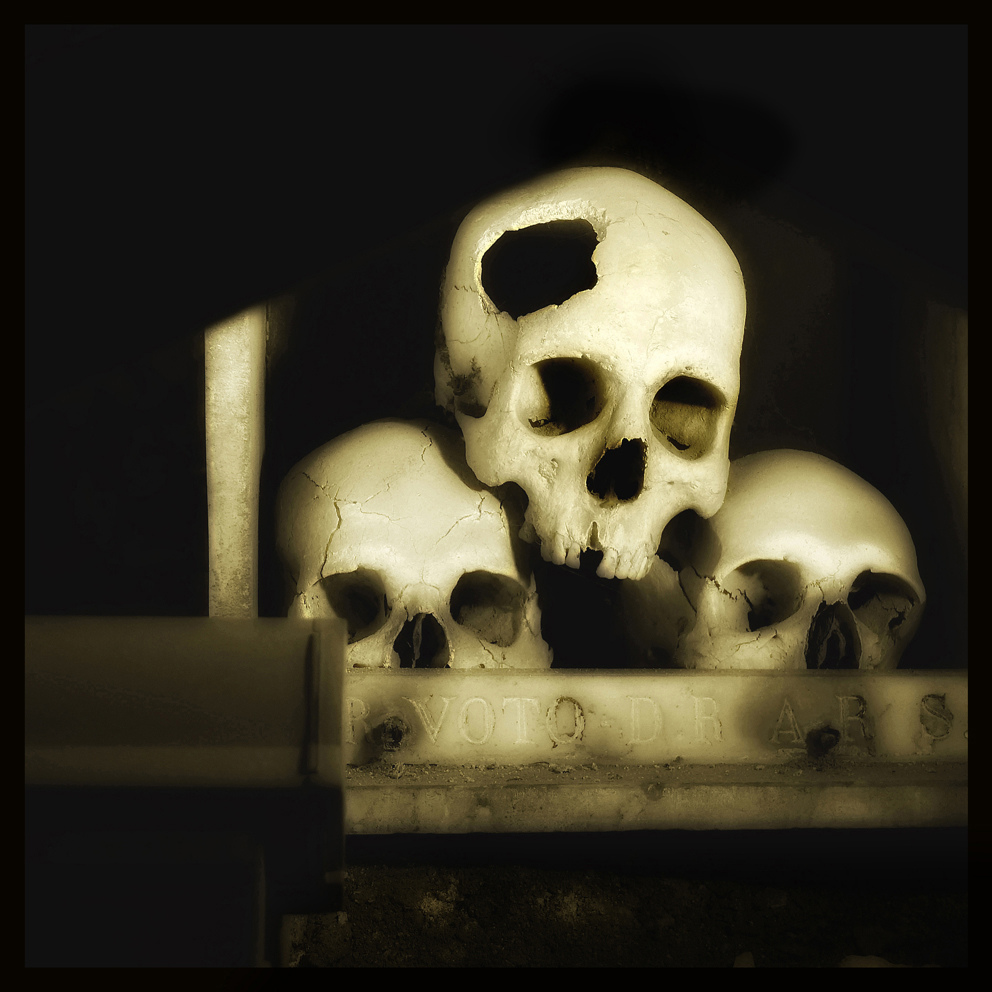